# Wörlitz
Wörlitz is een plaats en voormalige gemeente in de Duitse deelstaat Saksen-Anhalt en maakt deel uit van de gemeente Oranienbaum-Wörlitz in de Landkreis Wittenberg.
Wörlitz telt 1.563 inwoners.

## Geschiedenis
De plaats werd voor het eerst vermeld in 1004. In 1440 werd het al als stad vermeld.

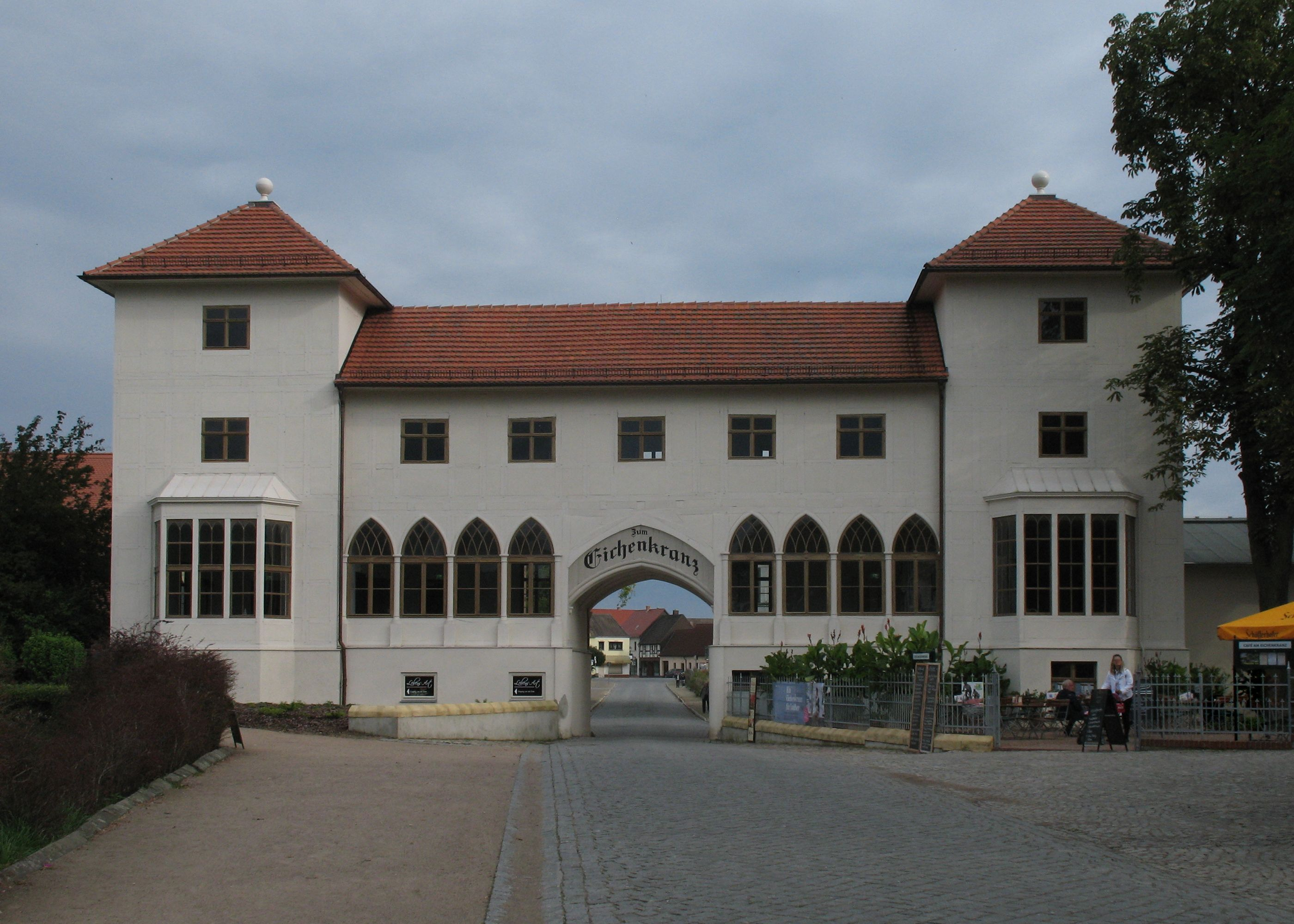
„Zum Eichenkranz“

## Sport en recreatie
Langs deze plaats loopt de Europese wandelroute E11, die van Den Haag loopt naar het oosten, op dit moment de grens tussen Polen en Litouwen.
- Bibliothèque nationale de France: cb14572286m (data)
- Gemeinsame Normdatei: 4066719-4
- Library of Congress Control Number: n87903264
- Nationale Bibliotheek van Tsjechië: ge356832
- Nationale Bibliotheek van Israël: 987007562570105171
- Virtual International Authority File: 156036589
- WorldCat: E39PBJdmjKxKqQHGBg4HcddWjC